# CEV Champions League 2009-2010 (femminile)
La CEV Champions League 2009-2010 (pallavolo femminile) è stata la 50ª edizione del massimo torneo pallavolistico europeo per squadre di club; iniziata con la fase a gironi a partire dal 1º dicembre 2009, si è conclusa con la final-four di Cannes, in Francia, il 4 aprile 2010. Alla competizione hanno partecipato 16 squadre e la vittoria finale è andata per la settima volta, la seconda consecutiva, al Volley Bergamo.

## Sistema di qualificazione
All'edizione del 2008-2009 hanno preso parte 16 squadre provenienti dalle 54 federazioni affiliate alla CEV. Per ogni federazione hanno partecipato un certo numero di club a seconda della Ranking List aggiornata annualmente; federazioni con un coefficiente maggiore hanno avuto più club rispetto a quelle con un punteggio minore. Il massimo di compagini per ogni nazione è di tre, privilegio riservato per questa edizione solo all'Italia, anche se grazie alla wild-card hanno goduto di tre squadre anche Russia e Polonia.
Di seguito è riportato lo schema di qualificazione (su base Ranking List 2009):
- Posizione 1 ( Italia): 3 squadre
- Posizioni 2-4 ( Russia,  Francia,  Polonia): 2 squadre
- Posizioni 5-7 ( Turchia,  Croazia,  Romania): 1 squadra

Le wild cards sono state assegnate alla Russia, alla Polonia, alla Turchia e alla Repubblica Ceca.

## Squadre partecipanti
| - Universitet-Technolog - Bergamo - BKS - RC Cannes - Dąbrowa Górnicza - Metal Galați - Fenerbahçe - VakıfBank GS | - Dinamo Mosca - ASPTT Mulhouse - Muszyna - Asystel - Zareč'e Odincovo - Robursport Pesaro - Prostějov - Rijeka |

## Fase a gironi

### Gironi
| Girone A                                       | Girone B                                                       | Girone C                              | Girone D                                      |
| ---------------------------------------------- | -------------------------------------------------------------- | ------------------------------------- | --------------------------------------------- |
| Universitet-Technolog Bergamo RC Cannes Rijeka | Dąbrowa Górnicza VakıfBank GS ASPTT Mulhouse Robursport Pesaro | BKS Dinamo Mosca Fenerbahçe Prostějov | Metal Galați Muszyna Asystel Zareč'e Odincovo |

## Play-off a 12
I sorteggi per gli accoppiamenti dei playoff a 12 si sono svolti il 21 gennaio 2010 a Lussemburgo ( Lussemburgo), alla presenza del comitato esecutivo della CEV. In quest'occasione è stata anche scelta la città francese di Cannes come organizzatrice della Final Four. Conseguentemente la squadra del Racing Club de Cannes, vincitrice del girone A, è stata qualificata d'ufficio alle semifinali; il suo posto nel sorteggio è stato preso dalla migliore quarta della fase a gironi, la squadra rumena del Clubul Sportiv Universitar Metal Galați, proveniente dal girone D.

### Squadre qualificate
- Bergamo
- Fenerbahçe
- VakıfBank GS
- Asystel
- Zareč'e Odincovo
- Robursport Pesaro

## Play-off a 6

### Squadre qualificate
- Bergamo
- RC Cannes[1]
- Fenerbahçe
- Asystel

## Final-four
La final-four si è disputata a Cannes ( Francia) e gli incontri si sono svolti al Palais des Victoires. Le semifinali si sono disputate sabato 3 aprile, mentre la finale 3º/4º posto e la finalissima si sono giocate domenica 4 aprile.
Gli accoppiamenti della final-four, stabiliti dal regolamento CEV, prevedono che in caso di qualificazione di due squadre della stessa nazione, queste si incontrino in semifinale: questa eventualità si è verificata tra le squadre italiane del Volley Bergamo e Asystel Novara.

### Finali 1º e 3º posto
|  | Semifinali | Semifinali | Semifinali |         |            | Finale             | Finale             | Finale             |  |
|  |            |            |            |         |            |                    |                    |                    |  |
|  | Fenerbahçe | Fenerbahçe | 3          |         |            |                    |                    |                    |  |
|  | Fenerbahçe | Fenerbahçe | 3          |         |            |                    |                    |                    |  |
|  | RC Cannes  | RC Cannes  | 2          |         |            |                    |                    |                    |  |
|  | RC Cannes  | RC Cannes  | 2          |         | Fenerbahçe | Fenerbahçe         | 2                  |                    |  |
|  |            |            |            |         | Fenerbahçe | Fenerbahçe         | 2                  |                    |  |
|  |            |            | Bergamo    | Bergamo | 3          |                    |                    |                    |  |
|  | Asystel    | Asystel    | Bergamo    | Bergamo | 3          | 1                  |                    |                    |  |
|  | Asystel    | Asystel    |            |         |            | 1                  |                    |                    |  |
|  | Bergamo    | Bergamo    | 3          |         |            | Finale 3º/4º posto | Finale 3º/4º posto | Finale 3º/4º posto |  |
|  | Bergamo    | Bergamo    | 3          |         |            |                    |                    |                    |  |
|  |            |            |            |         |            |                    |                    |                    |  |
|  |            |            |            |         |            | RC Cannes          | RC Cannes          | 3                  |  |
|  |            |            |            |         |            | RC Cannes          | RC Cannes          | 3                  |  |
|  |            |            |            |         |            | Asystel            | Asystel            | 0                  |  |